# Eupatorium cannabinum
La cannabina, Eupatorium cannabinum L., es una especie de planta fanerógama perteneciente a la familia de las asteráceas.

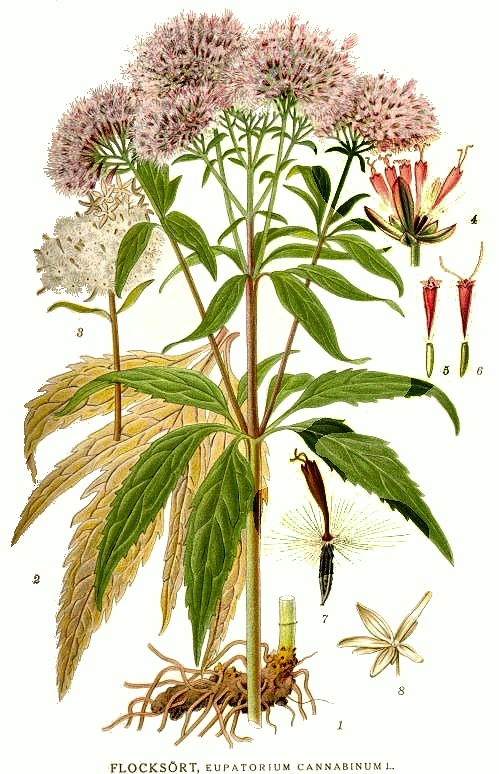
Ilustración

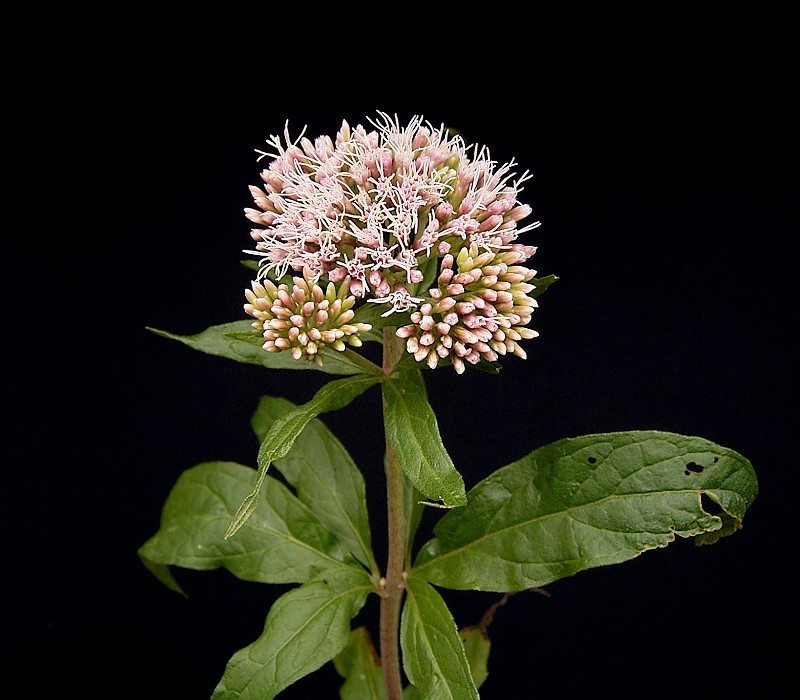
Inflorescencia

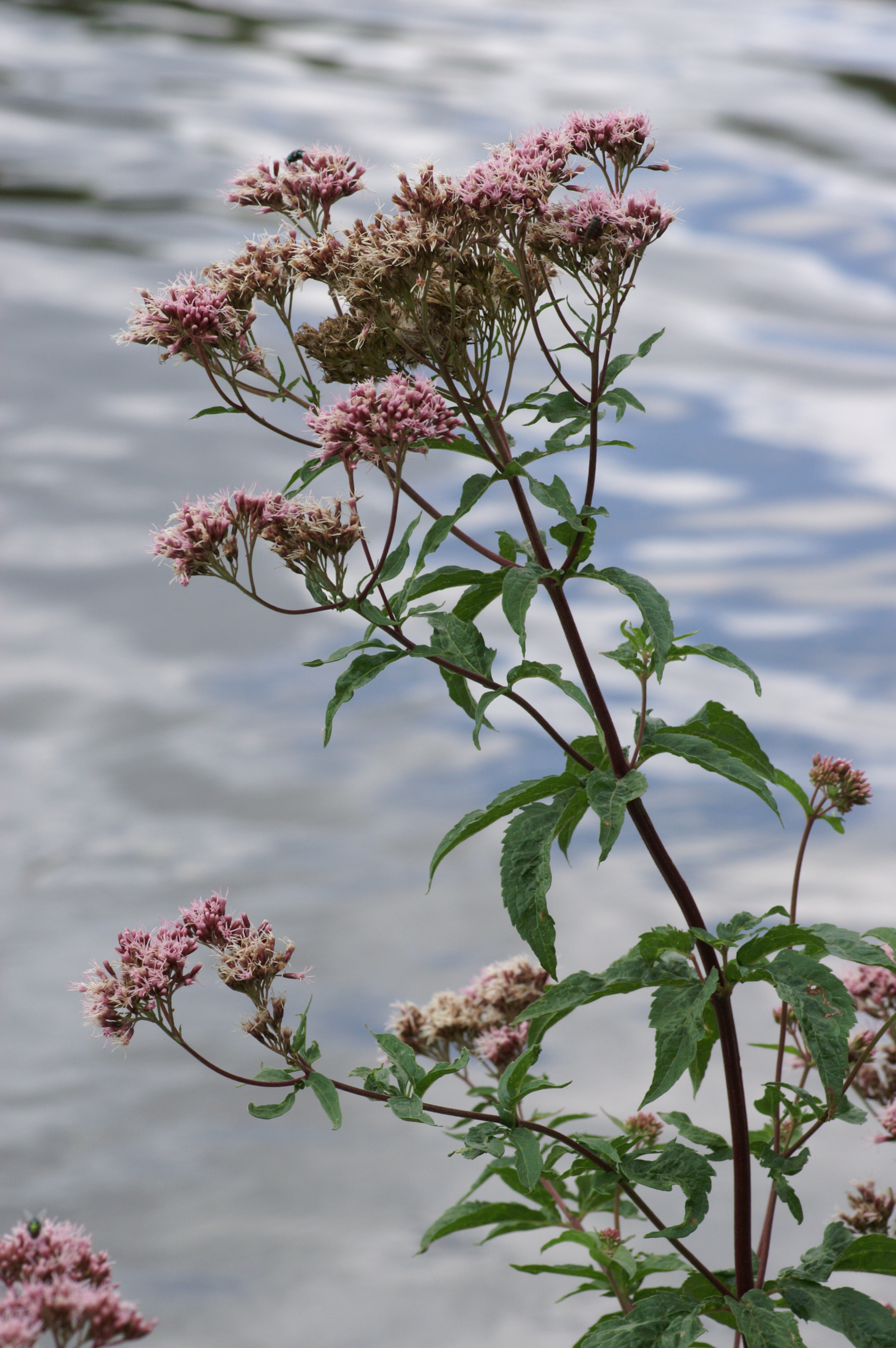
Vista de la planta

## Descripción
Es una planta de 5-15 dm de altura, raíces leñosas, tallos altos, rojizos, ramosos y velludos. Hojas opuestas, lanceoladas y dentadas. Las hojas radicales tienen largos peciolos, mientras que las que salen del tallo son cortos. Las flores son de color rosa claro.

## Distribución y hábitat
Crece en Europa, Asia, América y Norte de África. Es muy común en lugares húmedos, orillas de los ríos y otros lugares encharcados o pantanosos. 

## Propiedades
- Tienen principios amargos que como tisana se utiliza como colerético para descargar el hígado.
- Es diurético, laxante y febrífugo.

Se ha utilizado popularmente como estimulante del apetito, digestivo, colagogo, hipocolesterolemiante, laxante, diurético, tónico, purgante (se considera depurativo), emético, vermífugo, diaforético. En uso tópico es cicatrizante y antiséptico.    
Principios activos
Contiene lactona sesquiterpénica tipo germacranólido: eupatorina, eupatoripicrina; lactonas diterpénicas: canaclerodanólido; otras lactonas: cromolaénido, eucanabinólido. Inulina. Taninos. Trazas de aceite esencial, resina. Saponósidos. Flavonoides: eupatorina.

## Taxonomía
Eupatorium cannabinum fue descrita por  Carlos Linneo  y publicado en Species Plantarum 2: 838. 1753.
Etimología
Eupatorium: nombre genérico que viene del griego y significa "de padre noble". Cuyo nombre se refiere a Mitrídates el Grande, que era el rey del Ponto en el siglo I a. C. y a quien se le atribuye el primer uso de la medicina. De hecho, las especies de este género, a lo largo del tiempo, han tomado diversas denominaciones vulgares referidas sobre todo a la medicina popular, esto sirve para resaltar las propiedades de Eupatoria, aunque actualmente este uso se ha reducido algo debido a algunas sustancias hepatotóxicas presentes en estas plantas.
cannabinum: epíteto latino que significa "como el cáñamo".
Sinonimia:
| - Chrone heterophylla Dulac - Cunigunda vulgaris Bubani - Eupatorium allaisii Sennen - Eupatorium birmanicum DC. - Eupatorium cannabis-folium Gilib. - Eupatorium caucasicum Steven - Eupatorium dicline Edgew. - Eupatorium finlaysonianum DC. - Eupatorium hyrcanicum Steven - Eupatorium lemassonii Biau - Eupatorium lindleyanum F.Muell. - Eupatorium longicaule DC. - Eupatorium nodiflorum Wall. ex DC. - Eupatorium ponticum Pall. ex Georgi - Eupatorium simonsii C.B.Clarke - Eupatorium syriacum Jacq. - Eupatorium trifidum Vahl - Eupatorium variifolium Bartl. |

## Nombres comunes
- Castellano: cañamazo, cáñamo acuático, cáñamo de agua, cáñamo silvestre, cáñamo silvestre acuático, cáñamo verde, canabina, canabina de agua, cannabina, cannabina de agua, eupatorio, eupatorio con hojas de cáñamo, eupatorio de América, eupatorio de Avicena, eupatorio de los árabes, eupatorio no legítimo, eupatorio vulgar, garzota blanca, orégano acuático, orégano de agua, zahareña.[5]